# Yves Devernay
Yves Devernay (* 9. Mai 1937 in Tourcoing; † 10. Dezember 1990 ebenda) war ein französischer Komponist und Organist. Er war von 1985 bis 1990 Titularorganist der Orgel von Notre Dame de Paris. 

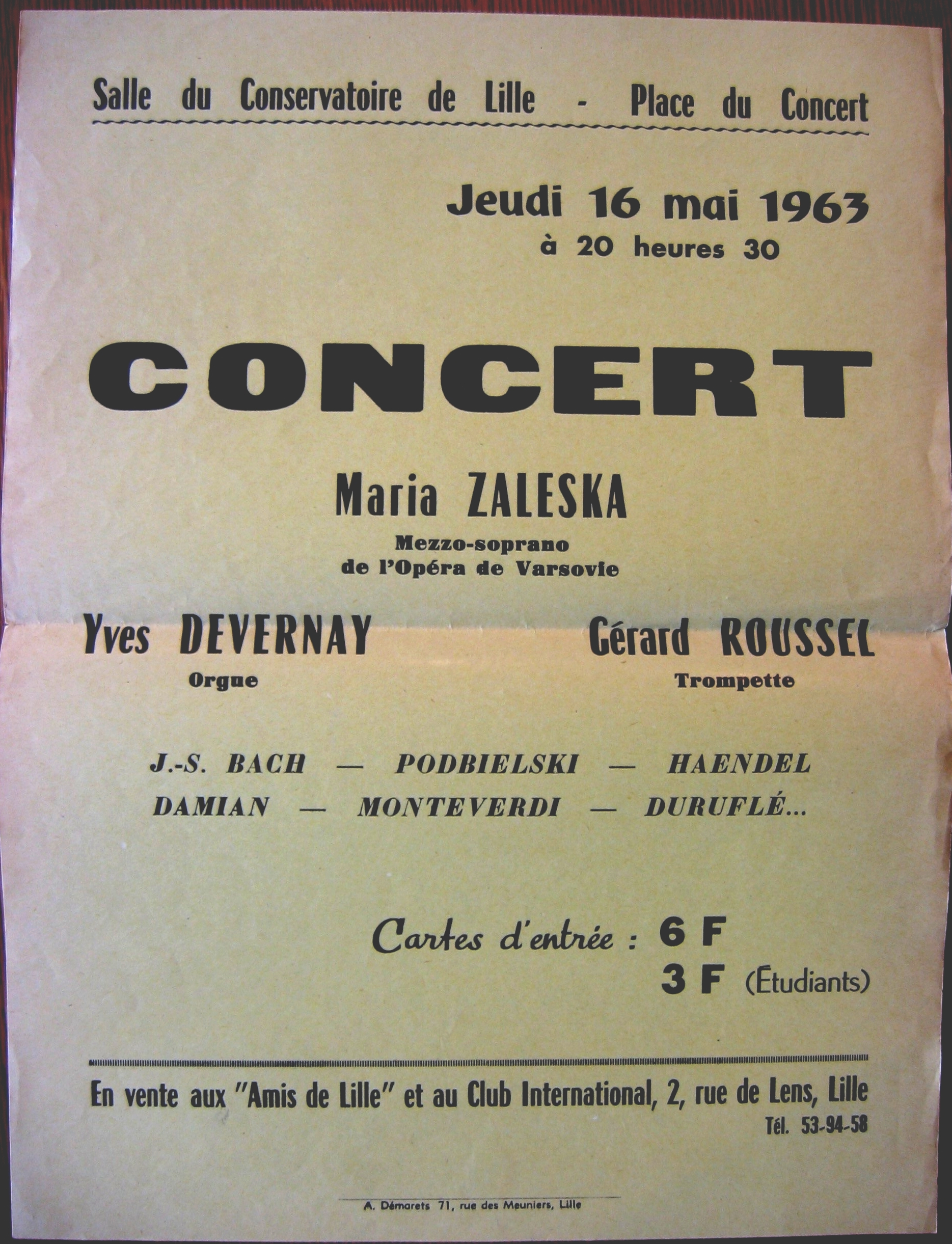

## Leben
Devernay wurde 1937 in Tourcoing geboren. Sein Onkel war der Organist Édouard Devernay, Titularorganist der Kirche Notre-Dame-des Victoires in Trouville-sur-Mer. Er studierte am Konservatorium von Roubaix bei Jeanne Joulain und wechselte 1958, nach einem einjährigen Studium in Lille, in die Orgelklasse von Rolande Falcinelli an das Konservatorium von Paris. 1961 erhielt er den ersten Preis im Fach Orgel und setzte seine Studien bei Marie-Claire Alain fort. 1971 gewann er den Grand Prix de Chartres. 
Er wurde Dozent an den Konservatorien von Roubaix und Valenciennes. 1985 ernannte man ihn zum Titularorganisten der Kathedrale Notre-Dame de Paris, gemeinsam mit Olivier Latry, Philippe Lefebvre und Jean-Pierre Leguay. Außerdem war er Titularorganist von Saint-Christophe in Tourcoing seit 1962.

## Diskografie
- HOMMAGE À YVES DEVERNAY – Inauguration du Grand Orgue de Notre-Dame de Paris le 4 décembre 1992. – CD  Réf.: JM 003      ADD

1. Improvisation "néo-classique"  (sortie de vêpres 24 janvier 1988); 2. O. Messiaen (1908–1992): "Transports de joie"  (sortie de messe 11 mars 1990);  3. Improvisation : paraphrase sur un thème de Nabucco de Verdi (concert privé 31 mars 1987);  4. F. Liszt (1811–1886): Prélude et fugue sur B.A.C.H.  (sortie de messe 20 mars 1988).
Production : VISUAL Communication.